# Adóbevallás
Az adóbevallás az adózó azonosításához, az adóalap, a mentességek, a kedvezmények, az adó, a költségvetési támogatás alapja és összege megállapításához szükséges adatokat tartalmazza. Az adózó az önadózással megállapított adóról – az eljárási illeték kivételével –, továbbá költségvetési támogatásról adónként, költségvetési támogatásonként az erre a célra rendszeresített nyomtatványon tesz adóbevallást.
A költségvetési támogatás előlegének, illetve gyakoribb igénybevételének igénylése nem minősül adóbevallásnak. Az adóhatóság olyan nyomtatványt is rendszeresíthet, amely alkalmas több jogcímen fennálló adókötelezettség, költségvetési támogatásigénylés bevallására, illetve az adókötelezettség bevallása mellett költségvetési támogatás igénylésére. A munkáltató, a kifizető a megállapított adót, a levont adóelőleget és járulékot saját adóbevallásában vallja be. Ha adóbevallásra egyébként nem kötelezett, az általa levont adóról, adóelőlegről, járulékról, valamint a megállapított jövedelemadó különbözetéről külön adóbevallást tesz. Az adót az a munkáltató vallja be, akihez az adózó a nyilatkozatát megtette.
Az adóbevallás benyújtásában akadályozott adózó az akadályoztatás megszűnését követő 15 napon belül tesz adóbevallást. A késedelem igazolására vonatkozó kérelmet (a továbbiakban: igazolási kérelem) a bevallással egyidejűleg kell benyújtani. Az adózó az állami adóhatósághoz az erre a célra rendszeresített nyomtatványon abban az esetben is adóbevallást nyújt be, ha a bevallási időszakban adófizetési kötelezettsége nem keletkezett. Az adó megfizetése, a költségvetési támogatás igénybevétele az adóbevallást nem pótolja. Az erre kötelezett adózónak akkor is kell adóbevallást tennie, ha az adót megfizette, vagy később fizetheti meg.
Az ellenőrzés megkezdését követően a vizsgálat alá vont adó- és költségvetési támogatás vonatkozásában a be nem nyújtott adóbevallás nem pótolható.
Az adóbevallást adótanácsadó, adószakértő ellenjegyezheti. Az ellenjegyzett hibás adóbevallás esetén a mulasztási bírságot az adóhatóság az adótanácsadó, adószakértő terhére állapítja meg.

## A helyi adók bevallása
A naptári évtől eltérő üzleti évet választó adózó adóbevallását az adóév utolsó napját követő 150. napig nyújtja be.
Ha a helyi adót nem az adózó állapítja meg, az adókötelezettség keletkezését (változását) követő 15 napon belül kell adóbevallást tennie. Nem kell újabb adóbevallást tenni a mindaddig, ameddig a helyi adót (adókötelezettséget) érintő változás nem következett be. Az adóbeszedésre kötelezettnek az általa beszedett helyi adóról a tárgyhónapot követő hó 15-ig kell bevallást tennie. Az adóévben átalakuló adózó – ideértve az átalakulással létrejött adózót, az átvevőt és a fennmaradót is – az átalakulás napjától számított 30 napon belül társasági adóelőleg bevallást tesz.

## Az adóbevallás különös szabályai
A magánszemély a személyi jövedelemadóról szóló törvény rendelkezései szerint állapítja meg adóját és nyújtja be adóbevallását, vagy adóját a munkáltatójához intézett nyilatkozata alapján a munkáltatója állapítja meg. Ha költségvetési támogatást megállapító törvény az igényjogosultságot a jövedelmi viszonyok igazolásához köti, az igénylő és a vele közös háztartásban élő magánszemélyek jövedelmi viszonyaikról, az egy főre jutó családi jövedelemről a támogatást megállapító szervhez az igénylőlappal együtt benyújtott – adóbevallásnak minősülő – nyilatkozatot tesznek. Az igénylőlap egyszerűsített adóbevallási részét a magánszemélyek akkor is kötelesek kitölteni, ha egyébként adóbevallásra nem kötelezettek.
Soron kívüli bevallást kell benyújtani az adózónak valamennyi adójáról – kivéve a magánszemélyt saját személyében terhelő azon adókat, amelyekről éves adóbevallást köteles benyújtani – a bevallással még le nem fedett időszakról, ha:
- a számvitelről szóló törvény VII. fejezete sajátos beszámolókészítési kötelezettséget ír elő,
- az adózó a társasági adóról és osztalékadóról szóló törvény szerint a könyvviteli zárlat és a beszámoló alapján az adókülönbözetet megállapítja,
- az adózó felszámolási eljárás, végelszámolási eljárás nélkül szűnik meg,
- az adóbeszedésre kötelezettnek e kötelezettsége megszűnt,
- a személyi jövedelemadóról szóló törvény szerint egyéni vállalkozónak minősülő magánszemély e tevékenységét megszünteti, a tevékenység gyakorlásához szükséges egyéni vállalkozói igazolványát vagy hatósági engedélyét jogerősen visszavonják.

A soron kívüli adóbevallást az éves elszámolású adókról, a számvitelről szóló törvényben a beszámoló készítésére előírt határidőn belül, meghatározott esetekben, pedig a soron kívüli bevallási kötelezettséget, kiváltó eseményt követő 30 napon belül kell benyújtani. Azokról az adókról, amelyeknél az adó-megállapítási időszak egy hónap, egy negyedév, a bevallással még le nem fedett időszakról a soron kívüli adóbevallási kötelezettséget, kiváltó eseményt követő 30 napon belül kell a bevallást benyújtani.
A felszámolási eljárás, végelszámolás alatt álló adózók adóbevallásukat a csődeljárásról, a felszámolási eljárásról és a végelszámolási eljárásról szóló törvény és e törvény rendelkezései szerint teljesítik.
A külföldi vállalkozónak a belföldön végzett építkezése esetén (ideértve a fióktelep útján végzett építkezést, szerelést is) az adókötelezettséget első ízben annak az adóévnek az adókötelezettségével egyidejűleg kell teljesítenie, amelyben az építkezés, szerelés időtartama meghaladja az építkezés telephellyé minősítéséhez a nemzetközi egyezményben meghatározott időtartamot, illetve egyezmény hiányában a három hónapot. Ez esetben a külföldi vállalkozó a megelőző adóév(ek)re utólag a bevallással érintett időszakban hatályos előírások szerint állapítja meg, vallja be és fizeti meg az adót. Az adóévben átalakuló adózó – ideértve az átalakulással létrejött adózót, az átvevőt és a fennmaradót is – az átalakulás napjától számított 30 napon belül társasági adóelőleg bevallást tesz.

## Az adó megállapítása
Az adót, a költségvetési támogatást
- az adózó: önadózással,
- a kifizető és a munkáltató: adólevonással, az adóbeszedésre kötelezett: adóbeszedéssel,
- az adóhatóság: kivetéssel, kiszabással, utólagos adó-megállapítással, illetőleg azonnali ellenőrzéssel állapítja meg.

### Önadózás
Az adót, a költségvetési támogatást – ha törvény előírja – az adózó köteles megállapítani, bevallani és megfizetni (önadózás).  A jogi személy és egyéb szervezet az adót és a költségvetési támogatást önadózással állapítja meg. A magánszemély az adóját akkor állapítja meg önadózással, ha
- - vállalkozó, a 78. § (1) és (2) bekezdésben említettek kivételével,
  - az általános forgalmi adó vagy a fogyasztási adó alanya,
  - összjövedelme utáni jövedelemadóját nem a munkáltatója állapította meg.

### A kifizető, a munkáltató és az adóbeszedésre kötelezett adó megállapítása
A kifizető más személy adóját akkor állapítja meg, ha ezt törvény előírja.
A munkáltató a magánszemély jövedelemadóját akkor köteles megállapítani, ha annak törvényben foglalt feltételei fennállnak. A magánszemély a munkáltatónak az adóévet követő január 15-ig nyilatkozik arról, hogy kizárólag munkáltatótól származó, adómentességet nem élvező jövedelme van vagy adóbevallást, tesz. Az előírt időpontig munkahelyet változtató adózó az új munkáltatójánál is tehet nyilatkozatot. Ilyen esetben nyilatkozatához az előző munkáltatótól kapott jövedelemigazolást is csatolnia kell. A munkáltató az adóalapot és az adót a magánszemély nyilatkozata alapján, az adóévet követő február 20-ig átadott, az adóalapot csökkentő, illetve adókedvezmény igénybevételére jogosító igazolások figyelembevételével az adóévet követő március 20-ig állapítja meg és erről igazolást ad. Az adó megállapításához az adóköteles társadalombiztosítási ellátás kifizetéséről a társadalombiztosítási szervtől a munkáltatóhoz érkezett vagy a magánszemély birtokában lévő igazolásokat is figyelembe kell venni.
A törvényben meghatározott esetben az adóbeszedésre kötelezett adózó a helyi adó összegét közli a magánszeméllyel, és az adót átveszi.
Az adó megfizetése, a költségvetési támogatás igénybevétele az adóbevallást nem pótolja. Az erre kötelezett adózónak akkor is kell adóbevallást tennie, ha az adót megfizette, vagy később fizetheti meg. Az adóellenőrzés megkezdését követően a vizsgálat alá vont adó- és költségvetési támogatás vonatkozásában a be nem nyújtott adóbevallás nem pótolható. Az adóbevallást adótanácsadó, adószakértő ellenjegyezheti. Az ellenjegyzett hibás adóbevallás esetén a mulasztási bírságot az adóhatóság az adótanácsadó, adószakértő terhére állapítja meg.

## Az adókivetés

### Hatósági adó-megállapítás bejelentés, bevallás alapján
Az adóhatóság állapítja meg a helyi adót – a vállalkozók kommunális adója, az iparűzési és az adóbeszedéssel megállapított adó kivételével –, valamint az önkormányzat költségvetése javára más törvény alapján fizetett adót (kivetés).
A vagyonszerzési illetéket, továbbá az illetéktörvény szerint kiszabás alapján fizetendő eljárási illetéket az illetékhivatal állapítja meg (kiszabás).
A kivetés, kiszabás esetén az adózót az adókötelezettség keletkezéséről, az adóalap, az adómentesség, az adókedvezmény, az adó megállapításához szükséges adatokról, körülményről bevallási, illetőleg bejelentési kötelezettség terheli.  Az adóhatóság a fizetendő adóról, az adófizetés módjáról és idejéről, továbbá, ha törvény előírja, az adóalapról, az adómentességről vagy adókedvezményről a bevallás (bejelentés) adatai alapján határoz. Ha a bevallás (bejelentés) hiányos, valótlan vagy téves adatokat tartalmaz, az adóhatóság legfeljebb 15 napos határidő tűzésével az adózót hiánypótlásra hívja fel.  A hiánypótlásra előírt határidő eredménytelen eltelte esetén, vagy ha azt a tényállás tisztázása egyébként indokolja, az adóhatóság az adózó egyidejű értesítésével az adómegállapító eljárást megszakítja, és a tényállás tisztázása érdekében ellenőrzést folytat le. A határozatot az ellenőrzés eredményeként feltárt tényállás alapján kell meghozni.
A bevallás (bejelentés) adatai alapján hozott határozat esetében az adó-megállapításhoz való jog elévüléséig utólagos ellenőrzésnek van helye. Adókülönbözet megállapításáról akkor hozhat határozatot az adóhatóság, ha a bevallás (bejelentés) adataitól vagy az abban feltüntetett körülményektől eltérő tényállást tár fel. Az adómentességet vagy adókedvezményt határozott időre megállapító, jogszabálysértő határozat esetén az adóhatóság a jogszerű adókötelezettséget a jövőre nézve új határozattal írja elő. A feltételhez kötött, határozott időre szóló adómentesség, adókedvezmény feltételeinek megszűnte esetén az adó az eredeti esedékességtől jár.Hatósági adó-megállapítás a bevallás azonnali ellenőrzése alapján. Az állami adóhatóság a bevallásra előírt határidő lejártát követően azonnali ellenőrzést rendel el meghatározott esetben, valamint ha a bevallás alapján megállapítható, hogy a becslés feltételei fennállnak. Az ellenőrzés megállapításai alapján az adóhatóság az eljárást megindítja, a bevallott és az azonnali ellenőrzéssel megállapított adó különbségét előírja, adóbírságot szab ki, és a különbség után a késedelmi pótlékot az eredeti esedékesség napjától felszámítja.

### Utólagos adó-megállapítás
Az adóhatóság utólag állapítja meg az ellenőrzés során feltárt adókülönbözetet. Törvény az adóhatóságot más esetekben is kötelezheti az adó megállapítására.  Az adóhatóság adónként, költségvetési támogatásonként az egyes időszakokra elkülönítve határozattal állapítja meg a bevallott vagy bevallani elmulasztott és az ellenőrzés eredményeként feltárt adó, illetve költségvetési támogatás alapját, az adót, a költségvetési támogatást, és az adózót az adóhiány megfizetésére kötelezi. A határozatban az adózó javára mutatkozó különbözet kiutalásáról is rendelkezni kell.  Nincs helye utólagos adó-megállapításnak, ha az adót vagy a költségvetési támogatást önellenőrzéssel nem kell helyesbíteni Az adóhatóság az adóhiányt megállapító határozatban, rendelkezik az adókötelezettséget érintő jogszabálysértés jogkövetkezményeiről és a könyvvezetési, nyilvántartási szabálytalanságok megszüntetéséről.
Ha a nem magánszemély adózó az ellenőrzésről felvett jegyzőkönyv megismerését és igazolt átvételét követően a törvényben előírt határidőn belül észrevételt nem tesz, a határozat indokolásában elegendő a jegyzőkönyv megfelelő pontjaira utalni. Nem alkalmazható ez a rendelkezés abban az esetben, ha az adó vagy a költségvetési támogatás alapját az adóhatóság becsléssel állapította meg.
Ha a korábbi ellenőrzés eredményeként határozatot hoztak, a határozat jogerőre emelkedésétől, ha pedig az ellenőrzés adóigazgatási eljárás megindítása nélkül befejeződött, a befejezéstől számított egy éven túl olyan új határozat, amely az adókötelezettséget, az adó alapját, az adó összegét, a költségvetési támogatás alapját és összegét az adózó terhére változtatja meg, még akkor sem hozható. Az alapeljárásban hozott határozatot a felettes adóhatóság megsemmisítette és új eljárás lefolytatását rendelte el, vagy a határozatot az elsőfokú adóhatóság visszavonta.

### Az adó soron kívüli megállapítása
Ha az adókötelezettség az adózó halála miatt szűnik meg, az adóhatóság az adót határozattal állapítja meg. Az adóhatóság az adózóval annak halálakor együtt élt házastársa vagy örököse kérelmére az adót év közben is megállapítja, ha a kérelmező az adó megállapításához szükséges igazolásokat rendelkezésre bocsátja. Az adóhatóság abban az esetben is határozattal állapítja meg év közben az adót, ha ezt az ország területét a külföldi letelepedés szándékával elhagyni kívánó adózó kéri, amennyiben az adóhatóságnál a külföldi bevándorlási célú vízumot bemutatja és az adó-megállapításhoz szükséges igazolást, mellékeli. A belföldön lakóhellyel, szokásos tartózkodási hellyel, telephellyel, székhellyel nem rendelkező adózó adóját az adóhatóság az adózó bejelentése alapján határozattal állapítja meg, ha az adózó az adóév végét megelőzően azzal a szándékkal hagyja el az ország területét, hogy az adóév során adóköteles tevékenység vagy jövedelemszerzés céljából vissza nem tér. Az adóhatóság határozattal állapítja meg az adót, illetve az adóelőleget, ha a magánszemély a kifizető, illetve a munkáltató által megállapított adót vitatja, vagy az adóelőleg összegével kapcsolatban a kifizető és a magánszemély között vita van.

### Az adó feltételes megállapítása
A Pénzügyminisztérium az adózó kérelmére az általa közölt – jövőben megkötendő szerződésre vagy más jogügyletre vonatkozó – részletes tényállás alapján, 60 napon belül megállapítja az adókötelezettséget vagy annak hiányát, és amennyiben lehetséges, az adóalapot és az adót. A feltételes adó-megállapítás az adóhatóságra csak változatlan tényállás mellett, az adott ügyben kötelező. A kérelem az előírt nyomtatványon, csak ügyvéd vagy adótanácsadó ellenjegyzésével nyújtható be. A kérelem díjköteles, a díj mértéke az ügylet tárgya értékének 1%-a, de legalább 250 ezer, és legfeljebb 5 millió forint.
A kérelemhez csatolni kell az adózó nyilatkozatát arról, hogy
- a) a kérelemben megjelölt tényállás megfelel a valóságnak;
- b) a kérelem vagy hasonló kérelme ügyében nem folyt és nem folyik tudomása szerint ellenőrzés, adóigazgatási eljárás vagy bírósági eljárás;
- c) a feltételes adó-megállapítást érintő jövőbeli jogszabályváltozás, illetőleg a tényállás megváltozása (tartalmi változás) esetén – annak hatálybalépésétől, illetve időpontjától kezdődően – a feltételes adó-megállapítás nem alkalmazható.

Az adó feltételesen nem állapítható meg, ha az adózó által közölt tényállás hiányos vagy egyébként az adatok az adó-megállapításhoz nem elegendőek, továbbá abban az esetben sem, ha alaposan lehet attól tartani, hogy a közölt tényállás valamely más szerződést, ügyletet vagy cselekményt leplez.
Nem teljesíthető a kérelem akkor sem, ha
- az adózó a díjat hiánytalanul nem fizette meg;
- a kérelemben foglalt tényállás már teljesített ügyletre vonatkozik;
- a tényállás megegyezik az adózó egy korábbi, már elutasított feltételes adó-megállapítás iránti kérelmének tényállásával;
- az ügyben államigazgatási vagy bírósági eljárás van folyamatban;
- a kérelem teljesítéséhez törvényi szabályozásra lenne szükség;
- a kérelemből a hiánypótlás ellenére sem tűnnek ki az adó-megállapítás szempontjából jelentős tények;
- a feltételes adó-megállapítás külföldi jog értelmezését igényli.

Amennyiben az adó feltételesen nem állapítható meg, a befizetett díj 75%-át vissza kell utalni.

### Fizetési halasztás, részletfizetés engedélyezése
Fizetési halasztás és részletfizetés (a továbbiakban együtt: fizetési könnyítés) az adózó és az adó megfizetésére kötelezett személy] kérelmére az adóhatóságnál nyilvántartott adóra engedélyezhető. A fizetési könnyítés abban az esetben engedélyezhető, ha a fizetési nehézség
- a kérelmezőnek nem róható fel, vagy annak elkerülése érdekében úgy járt el, ahogy az adott helyzetben tőle elvárható, továbbá
- átmeneti jellegű, tehát az adó későbbi megfizetése valószínűsíthető.

A kérelem elbírálása és a feltételek meghatározása során figyelembe kell venni a fizetési nehézség kialakulásának okait és körülményeit.
Nem engedélyezhető fizetési könnyítés
- a magánszemélyek jövedelemadójának előlegére és a levont jövedelemadóra,
- a beszedett helyi adóra,
- a kifizető által a magánszemélytől levont járulékokra.

Magánszemély esetében a fizetési könnyítés engedélyezhető, ha a kérelmező igazolja, vagy valószínűsíti, hogy az adó azonnali vagy egyösszegű megfizetése családi, jövedelmi, vagyoni és szociális körülményeire is tekintettel aránytalanul súlyos megterhelést jelent. Fizetési könnyítés iránti kérelem benyújtása, illetve a kérelem teljesítése esetén a következő pótlékokat kell felszámítani, valamint az a) és c) pont alkalmazásakor határozatban közölni:
- a) a magánszemély esedékesség előtt előterjesztett kérelme esetén a kérelmet elbíráló elsőfokú határozat keltének napjáig a kérelem benyújtásának napján érvényes jegybanki alapkamatnak megfelelő mértékben,
- b) a jogi személy, egyéb szervezet kérelme, továbbá a magánszemélynek az esedékesség időpontja után benyújtott kérelme esetén meghatározott késedelmi pótlékot, a kérelmet elbíráló határozat jogerőre emelkedéséig, ha azonban a fizetési könnyítést engedélyezik, csak az elsőfokú határozat keltének napjáig,
- c) a kérelem teljesítése esetén a fizetési könnyítés időtartamára az elsőfokú határozat keltének napjától a kérelem benyújtásának napján érvényes jegybanki alapkamatnak megfelelő mértékben.

A pótlékok kiszabása kivételes méltánylást érdemlő esetben mellőzhető. Törvény a fizetési halasztási, részletfizetési kedvezmény más eseteit is meghatározhatja, engedélyezését csak törvény zárhatja ki. Az adóhatóság a fizetési halasztást, részletfizetést engedélyező határozatában a kedvezményt feltételhez kötheti. A határozat rendelkező részében fel kell hívni az adózó figyelmét arra, hogy ha a kedvezmény feltételeit vagy az esedékes részletek befizetését nem teljesíti, a kedvezmény érvényét veszti, és a tartozás járulékaival együtt egy összegben esedékessé válik.

## Az adóbevallás kijavítása
Az adóbevallás helyességét az adóhatóság megvizsgálja a számítási hibát és más hasonló elírást, kijavítja, és ha a kijavítás az adófizetési kötelezettség vagy az adó-visszatérítés összegét érinti, az adózót a kijavítástól számított 30 napon belül értesíti. Ha az adózó a kijavítással nem ért egyet, az értesítés kézhezvételét követő 15 napon belül egyeztetés végett az adóhatósághoz fordulhat. Eredménytelen egyeztetés esetén az adóhatóság az eljárást megindítja, és az adót határozattal állapítja meg. A bevallás kijavítása nem minősül ellenőrzésnek, az ennek során hozott határozat nem minősül utólagos adó-megállapításnak. Az eredményes egyeztetésig, illetve a határozat jogerőre emelkedéséig a visszatérítendő adót a kijavított összeg szerint kell kiutalni.
Ha a kijavítás alapján az adózót a bevallottnál kisebb fizetési kötelezettség terheli, az adóhatóság az adóbefizetés igazolását követően az adózó kérelmére a javára mutatkozó összeget 30 napon belül visszatéríti, illetve ha azt nem fizették be, az adózónak a kijavított összeget kell megfizetnie.
Ha a kijavítás miatt az adózót további befizetés terheli, és ezzel egyetért, az adót 30 napon belül kell megfizetnie, ha a kijavítással nem ért egyet, az előzőekben leírtak szerint kell eljárni. Ha az adóbevallás (költségvetési támogatás-igénylés) az adózó közreműködése nélkül nem javítható ki, vagy az adózó a nyilatkozattételi vagy jogszabályban előírt igazolások benyújtásának kötelezettségét elmulasztotta, továbbá az adóbevallásából, nyilatkozatából olyan adatok hiányoznak, amelyek az adóhatóság nyilvántartásában sem szerepelnek, az adózót az adóhatóság 15 napon belül – megfelelő határidő tűzésével – hiánypótlásra szólítja fel.